# Stachyothyrsus tessmannii
Stachyothyrsus tessmannii är en ärtväxtart som beskrevs av Hermann August Theodor Harms. Stachyothyrsus tessmannii ingår i släktet Stachyothyrsus och familjen ärtväxter. Inga underarter finns listade i Catalogue of Life.